# Bridgetown
Bridgetown je mesto na Barbadosu in glavno mesto te otoške države v Karibih. Leži ob zalivu Carlisle Bay na jugozahodnem delu otoka. S približno 100.000 prebivalci je največje barbadoško naselje in politično ter gospodarsko središče države, tu živi tretjina vseh Barbadožanov, ki mu običajno pravijo preprosto »mesto«. Bridgetown je pod neposredno upravo vlade, saj Barbados nima lokalne ravni oblasti.
Mesto je znano predvsem kot postojanka za križarke in turizem predstavlja pomemben del lokalnega gospodarstva. Med glavnimi znamenitostmi so impozantna opečnata vladna palača s stolpom z uro, anglikanska katedrala sv. Mihaela in vseh angelov, katoliška katedrala sv. Patrika, Generalova hiša, spremenjena v gledališče in galerijo, in stadion za kriket  Kensington Oval. Pred vladno palačo je Trg narodnih herojev s kipom britanskega admirala Horatia Nelsona. Ohranjena je tudi hiša, v kateri je prebival bodoči ameriški predsednik George Washington med svojim edinim potovanjem izven Severne Amerike.
Leta 2011 je bilo staro mestno jedro s trdnjavo kot tipičen primer britanske kolonialne arhitekture uvrščeno na seznam Unescove svetovne kulturne dediščina.

## Zgodovina
Otok so nekoč poseljevali Amerindi, ki so jih verjetno pregnale ali zasužnjile španske in portugalske odprave. Ko so sem v 17. stoletju prišli britanski naseljenci, je bil zapuščen. Na kraju, kjer je bil leta 1628 ustanovljen Bridgetown, so našli most čez reko Careenage, po katerem je naselje dobilo ime: sprva se je imenovalo Indian Bridge (»Indijanski most«), nato se ga je prijelo ime St. Michael's Town (»Mesto sv. Mihaela«), sedanje ime pa ima od 19. stoletja.
Bridgetown je kmalu zaradi strateške lege in priročnega naravnega pristanišča postal središče britanske gospodarske ekspanzije v Novem svetu, pomemben je bil predvsem kot center trgovanja s sladkorjem in sužnji iz Afrike. Pridelava sladkornega trsa je še danes najpomembnejša kmetijska panoga na otoku. V kasneje utrjenem pristanišču je bilo poveljstvo britanske vojske in mornarice za vzhodne Karibe. Potek ulic v starem mestnem jedru ima še danes srednjeveški britanski vzorec, prebivalci pa so večinoma potomci osvobojenih sužnjev.
Mesto so večkrat opustošili požari, leta 1854 pa je izbruhnila tudi kolera, za katero je umrlo 20.000 prebivalcev.